# Triodante (album)
Triodante – piąty (czwarty studyjny) długogrający album polskiej grupy muzycznej Armia. Materiał na album nagrano w okresie od 18 kwietnia do 23 maja 1994 roku w studio Winicjusza Chrósta (zob. 1994 w muzyce). Płyta była inspirowana Boską komedią Dantego.

## Treść
Triodante to album koncepcyjny, który miał również postać spektaklu zespołu Armia reżyserowanego przez Jarosława Orłowskiego, którego fragmenty były emitowane w telewizji. Przedstawienie wydano na płycie DVD przez Metal Mind Productions w roku 2004. Fabułą jest wędrówka po zaświatach nawiązująca do Boskiej komedii. W warstwie wizualnej trzy etapy tej wędrówki są symbolizowane przez kolorystykę tła oraz kostiumy aktorów – członków zespołu Armia. Piekło utrzymane jest w kolorystyce czerwonej. Są to utwory „Wyludniacz”, „Popioły” i „Nieruchomo”. Czyściec utrzymany jest w kolorystyce niebiesko-zielonej. Są to utwory „Miejsce pod słońcem”, „Ciało i duch”, „Pieśń przygodna” i „Piosenka liczb”. Ostatni utwór jest przejściem do Nieba, które jest utrzymane w stylistyce świetlistej. Utwory tej części to „Święto jaskółki” i „Skończyłem rozpoczynaj”.

## Lista utworów
1. „Wyludniacz” (tekst – Samuel Beckett – Wyludniacz, muzyka – Tomasz Budzyński, Robert Brylewski, Krzysztof Banasik)
2. „Popioły”(tekst – Tomasz Budzyński z wykorzystaniem tekstów Samuela Becketta „W dali ptak” i „Poddałem się przed urodzeniem”, muzyka – Tomasz Budzyński, Krzysztof Banasik)
3. „Nieruchomo” (tekst – Samuel Beckett – „Nieruchomo”, „W dali ptak” i „Poddałem się przed urodzeniem”, muzyka – Michał Grymuza, Krzysztof Banasik, Paweł Piotrowski)
4. „Miejsce pod słońcem” (tekst – Tomasz Budzyński, muzyka – Michał Grymuza, Paweł Piotrowski)
5. „Dzyń” (tekst – Tomasz Budzyński z wykorzystaniem tekstów Samuela Becketta „Dzyń” i „Stara ziemia”, muzyka – Michał Grymuza, Paweł Piotrowski)
6. „Ciało i duch” (tekst – Tomasz Budzyński z wykorzystaniem tekstu Samuela Becketta „Czekając na Godota”, muzyka Tomasz Budzyński, Paweł Piotrowski)
7. „Pieśń przygodna” (tekst – Tomasz Budzyński z wykorzystaniem tekstu Artura Rimbauda, muzyka – Tomasz Budzyński, Robert Brylewski, Krzysztof Banasik)
8. „Piosenka liczb” (tekst – Tomasz Budzyński, muzyka – Piotr Żyżelewicz)
9. „Święto jaskółki” (tekst – Tomasz Budzyński, muzyka – Robert Brylewski, Krzysztof Banasik z wykorzystaniem motywu autorstwa Zbigniewa Namysłowskiego)
10. „Skończyłem rozpoczynaj” (tekst – Tomasz Budzyński, muzyka – Tomasz Budzyński, Michał Grymuza, Paweł Piotrowski)
11. „Nie dotykając ziemi” (cover piosenki „Not to Touch the Earth” zespołu The Doors, z płyty Waiting for the Sun) (tylko w wydaniu Ars Mundi z 1999)

Wersja kasetowa nie zawierała utworów 3, 8 i 9.

## Autorzy
- Tomasz „Tom” Budzyński – wokal, dzwonki (wszystkie utwory)
- Michał Grymuza – gitara (utwory 1-10)
- Piotr „Stopa” Żyżelewicz – bębny, trójkąt (utwory 1-10)
- Krzysztof „Banan” Banasik – waltornia, gitara (utwory 1-10) flet, dzwonki, pianino, wokal (wszystkie utwory)
- Paweł Piotrowski – gitara basowa (utwory 1-10)

oraz
- Beata Kozak – bębny (utwór 11)
- Dariusz „Popcorn” Popowicz – gitara (utwór 11)
- Paweł Klimczak – gitara (utwór 11)
- Krzysztof „dr Kmieta” Kmiecik – gitara basowa (utwór 11)
- Magda Szwarc – wiolonczela (utwory 1-10)
- Remigiusz Szeller – didgeridoo (utwory 1-10)